# 1038 Tuckia
1038 Tuckia este o planetă minoră (asteroid), cu un diametru de 58,3 km, din centura de asteroizi. A fost descoperită pe 24 noiembrie 1924 la Observatorul Königstuhl de Max Wolf și a fost numită după Edward Tuck⁠(d). 
Obiectul prezintă o orbită caracterizată de o semiaxă mare de 3,9839421 UAi, o excentricitate de 0,22, o înclinație de 9,18369 ° în raport cu ecliptica.